# NGC 2657
NGC 2657 este o galaxie lenticulară situată în constelația Racul. A fost descoperită în 7 martie 1885 de către Édouard Stephan⁠(d). Se află la o distanță de 65,46 de megaparseci de Pământ.